# Ana Lowndes Vicente
Ana Lowndes Vicente (Lisboa, 8 de Fevereiro de 1943 – Estoril, 19 de Abril de 2015) foi uma escritora anglo-portuguesa de forte fé católica, conhecida pelo seu apoio a causas feministas.

## Família
Ana Maria Lowndes Marques Vicente nasceu em Lisboa a 8 de Fevereiro de 1943. Era filha da escritora e jornalista inglesa Susan Lowndes Marques e do jornalista português Luiz de Oliveira Marques, que publicaram conjuntamente o Anglo-Portuguese News em língua inglesa, e sobre o qual escreveu em Arcádia - Notícia de uma Família Anglo-Portuguesa . Por parte de mãe, era membro de uma distinta linhagem de autoras e feministas. Uma sua bisavó foi Bessie Rayner Parkes, uma importante feminista britânica e defensora do sufrágio feminino. Outra foi Louise Swanton Belloc, uma escritora e tradutora francesa conhecida por introduzir obras importantes da literatura inglesa em França e por promover a educação das mulheres. A sua avó, Marie Belloc Lowndes, foi uma conhecida escritora de romances policiais e biografias, mais conhecida por seu romance, The Lodger, baseado em Jack, o Estripador, que vendeu mais de um milhão de cópias e foi transformado em filme por Alfred Hitchcock em 1926. O seu tio-avô era o poeta e romancista Hilaire Belloc .  

## Biografia
Vicente nasceu no hospital inglês de Lisboa. Viveu em Lisboa até 1947, altura em que os seus pais se mudaram para o Monte Estoril. Por um tempo, ela frequentou escolas primárias de língua portuguesa antes de se transferir para a Escola St. Julian's, de língua inglesa, onde sua mãe se tornaria membro do Conselho de Governadores e seu irmão, Paulo Lowndes Marques, atuaria como Presidente da Assembleia Geral Anual. Ela também tinha uma irmã mais nova, Antónia Marques Leitão. Na juventude, foi militante da Ação Católica e, por ser classificada como portuguesa na escola, teve que se filiar na Mocidade Portuguesa Feminina, movimento juvenil instituído pelo governo de direita do Estado Novo . Esteve igualmente dois anos num internato católico em Inglaterra, um dos fundados pela freira Mary Ward (1585). – 1645), para fornecer educação às crianças pobres.  
Vicente formou-se superiormente em Religião, o que a qualificou para ensinar religião, e posteriormente obteve uma licenciatura em Línguas Modernas e Literatura Portuguesa e Inglesa pela Universidade de Lisboa. Foi membro fundadora da Cooperativa Pragma, uma organização católica de oposição ao Estado Novo, e em abril de 1967 foi presa pela PIDE (Polícia Internacional de Defesa do Estado) e mantida durante três dias na prisão de Caxias, perto de Lisboa. A Cooperativa Pragma foi posteriormente dissolvida.  
Ana Lowndes Vicente foi casada com António Pedro Vicente (1938 – 2024)  e teve dois filhos (a historiadora e investigadora Filipa Lowndes Vicente). 
Inicialmente, trabalhou como professora e tradutora. Após a Revolução dos Cravos de 25 de abril de 1974, que correspondeu à queda do Estado Novo, tornou-se funcionária pública, trabalhando nos escritórios de Maria de Lourdes Pintassilgo, a única mulher primeira-ministra de Portugal e uma mulher que, como Vicente, tinha uma forte fé católica. Ela também trabalhou para Leonor Beleza, que foi Ministra da Saúde. Vicente foi secretária executiva do Programa Nacional Português de Combate às Drogas, conhecido como Projeto VIDA. Também trabalhou na Comissão para a Igualdade e para os Direitos das Mulheres, da qual foi Diretora de 1992 a 1996. 
A nível pessoal, Vicente esteve envolvida no movimento internacional Nós Somos Igreja, o qual foi responsável pela sua criação em Portugal em 1997, juntamente com Maria João Sande Lemos. Realizou trabalhos de consultoria em saúde reprodutiva nos países africanos de língua portuguesa, juntamente com Purificação Araújo, em nome do Fundo das Nações Unidas para a População .    
Ana Lowndes Vicente parou de trabalhar profissionalmente em 1998, mas continuou ativa como escritora, escrevendo quinze livros sobre questões de género, história, biografia e obras para crianças. Também trabalhou com diversas organizações não governamentais, entre elas o CID, órgão que visava dar suporte a crianças, idosos e deficientes em instituições. Foi membro do Fórum de Educação Cidadã e membro fundadora do Novo Futuro, que oferece lares residenciais para crianças entre 5 e 21 anos. Foi também membro da Amnistia Internacional e da Associação Portuguesa de Estudos sobre a Mulher. Ana Lowndes Vicente faleceu na sua casa no Estoril a 19 de Abril de 2015, aos 72 anos, vítima de cancro.   

## Publicações
- Mulheres em Discurso . 1987. [7]
- Portugal visto pela Espanha, correspondência diplomática 1939-1960. 1992. [8]
- As mulheres em Portugal na transição do milénio: Valores, vivências, poderes nas relações sociais entre os dois sexos . 1998. [9]
- Os Poderes das Mulheres, os Poderes dos Homens. 2002. [10]
- O Príncipe Real, Luiz Filipe de Bragança (1887-1908), com António Pedro Vicente. 1998. [11]
- Direitos das Mulheres/ Direitos Humanos. 1999. , [12]
- As Mulheres Portuguesas vistas por Viajantes Estrangeiros, séc. XVIII, XIX e XX. 2000. [13]
- Arcádia - Notícia de uma Família Anglo-Portuguesa. 2006. [14]
- Ser Igreja (com Leonor Xavier). 2007. [15]
- Catolicismo em Portugal . Escritos editados de Susan Lowndes. 2016. [16]
- Memórias e outras Histórias . 2011. [17]

### Livros infantis com ilustrações de Madalena Matoso
- O H Perdeu uma Perna . 2005. [18]
- Para que serve o Zero? . 2006. [19]
- Onde Está o Mi? . 2006. [20]
- Onde Acaba o Arco-Íris? . 2007. [21]

### Contribuidora
- Dicionário no Feminino publicado em 2005 [22]
- Feminae – Dicionário Contemporâneo, publicado em 2013. [23]